# Gabriel Raymon
Gabriel Ángel López Muñoz (Campamento, 5 de diciembre de 1943-Medellín, 15 de abril de 2021) más conocido como Gabriel Raymon fue un cantante y compositor de música popular colombiana.

## Biografía
Nació en Campamento, Antioquia, desde su niñez se trasladó a Yarumal. Al raíz de la muerte de su padre se trasladó a Medellín. Se interesó en la música escuchar a los cantantes de boleros, rancheras en los bares y establecimientos nocturnos. Así se destacaron en dar sus primeras composiciones.
Entre sus adolescencia  inició su carrera como cantante gracias a que lo escuchó el ejecutivo de una disquera, grabó dos canciones de León de la Roca Sufrimiento y Ya no valgo nada El emigrante o El redentor, Dos monedas, La medallita de oro, El asesino, Amor escondido, Cambio total, Hojas secas, Desvelos de amor, Ni caída del cielo, Lejos me voy, Florecita de mi vida, Si tu querer fuera libre, Maldita yerba, Amor sin rumbo, Fue un tormento, Palomita querida, Naciste así, Los hijos naturales, Infierno y Tu trono es mi cariño y esto marcó un llamativa de los aficionados de la música popular.
En 2020 padeció una enfermedad renal en la cual lo complicó y posteriormente fue diagnosticado cáncer y falleció en 15 de abril de 2021 en un hospital de Medellín.